# Chesapeake Icebreakers
Chesapeake Icebreakers byl profesionální americký klub ledního hokeje, který sídlil v Upper Marlboro ve státě Maryland. V letech 1997–1999 působil v profesionální soutěži East Coast Hockey League. Icebreakers ve své poslední sezóně v ECHL skončily v osmifinále play-off. Své domácí zápasy odehrával v hale The Show Place Arena s kapacitou 5 800 diváků. Klubové barvy byly modrá, černá a stříbrná.
Zanikl v roce 1999 přestěhováním do Jacksonu, kde byl založen tým Jackson Bandits.

## Přehled ligové účasti
Zdroj: 
- 1997–1999: East Coast Hockey League (Severovýchodní divize)